# موروس إنترابيدس
موروس إنترابيدس جنس من وحشيات الأرجل التيرانوصورية التي عاشت خلال العصر الطباشيري المتأخر في ما يعرف الآن بولاية يوتا بالولايات المتحدة.